# Glencoe (Południowa Afryka)
Glencoe – miasto w Republice Południowej Afryki, w prowincji KwaZulu-Natal.
W mieście żyje 17 548 ludzi (2011). Mieszkańcy utrzymują się głównie z wydobycia węgla oraz hodowli owiec i bydła.
4 września 1889 doprowadzono do miasta kolej. Nazwę uzyskała wraz z nadaniem praw miejskich w  1934 roku, nazwa pochodzi od doliny Glen Coe w Szkocji.